# Julius Daniels
Hermann Julius Daniels (* 5. März 1873 in Mülheim am Rhein; † 26. April 1919 in Biedenkopf) war ein deutscher Verwaltungsbeamter.

## Leben
Julius Daniels stammte aus Frankfurt am Main. Er studierte an den Universitäten Freiburg, Berlin und Marburg Rechtswissenschaften. 1893 wurde er Mitglied des Corps Suevia Freiburg. Nach Abschluss des Studiums wurde er 1895 zum Dr. jur. promoviert und wurde Referendar in Frankfurt am Main und anschließend Regierungsreferendar in Düsseldorf und Berlin. 1901 kam er als Regierungsassessor nach Frankfurt am Main und 1904 nach Kassel. Von 1907 bis zu seinem Tod 1919 war Daniels Landrat des Kreises Biedenkopf.